# Daniel Berendsen
Daniel Berendsen (também conhecido como Dan Berendsen) é um produtor americano e roteirista, mais conhecido como o escritor de Camp Rock 2: The Final Jam, Hannah Montana: The Movie e Os Feiticeiros de Waverly Place: O Filme .
Daniel Berendsen co-escreveu a continuação de Camp Rock, Camp Rock 2: The Final Jam . O filme recebeu opiniões positivas geralmente de críticos e fãs.
Foi anunciado em 2 de junho de 2010 que haverá uma continuação de Os Feiticeiros de Waverly Place: Filme e Berendsen está atualmente escrevendo o roteiro dele . Não se sabe neste momento, se a sequência vai ser um teatro ou um lançamento de um filme de TV, mas Todd J. Greenwald manifestou no passado quanto ele adoraria que o filme fosse lançado na tela grande (através da sua, agora deletada, conta no Twitter).

## Obras

### Programas de Tv
- Sabrina, a Bruxa Adolescente (supervisão do produtor, escritor, editor de história)

### Filmes
- Hannah Montana: The Movie (2009) (escritor)
- Cinderella III: A Twist in Time (2007) (escritor)
- The Cutting Edge: Going for the Gold (2007) (escritor)

### Filmes de Tv
- Camp Rock 2: The Final Jam (2010) (escritor)
- Os Feiticeiros de Waverly Place: O Filme (2009) (escritor, produtor)
- The Cheetah Girls: Um Mundo (2008) (roteiro, história, co-produtor)
- Twitches Too (2007) (escritor)
- A Iniciação de Sarah (2006) (teleplay)
- She Said / He Said (2006) (escritor, produtor executivo)
- Twitches (2005) (teleplay)
- A família da Senhora: A Verdade Sobre a Canal Street Bordel (2004) (teleplay)
- Halloweentown High (2004) (teleplay, co-produtor)
- Pop Rocks (2004) (teleplay)
- Stuck in the Suburbs (2004) (teleplay)
- Million Dollar Eddie Cook-Off (2003) (história, roteiro de filme, co-produtor)
- A Equipe do Pânico (2002) (história, roteiro de filme, co-produtor)
- Up, Up, and Away (2000) (escritor, co-produtor)
- Sabrina, Down Under (1999) (escritor)
- Sabrina vai a Roma (1998) (escritor)